# Миеттинен, Тони
Тони Миеттинен (фин. Tony Miettinen; род. 23 сентября 2002, Момбаса) — финский футболист, защитник шведского «Мьельбю».

## Клубная карьера
Футболом начал заниматься в «СиПС» из Сийлинъярви, откуда затем перешёл в молодёжную команду КуПС. Начал выступать за вторую команду клуба в третьем дивизионе. В августе 2019 перешёл в датский «Норшелланн». Выступал за молодёжную команду клуба. За основную команду провёл только один матч, выйдя на замену в матче кубка Дании против «Видовре». В августе 2021 года после завершения контракта с датским клубом вернулся в КуПС, где выступал за основную и вторую команды. В начале 2023 года на правах аренды перешёл в «Оулу».
6 февраля 2024 года присоединился к норвежскому «Одду», с которым подписал контракт, рассчитанный на три с половиной года. Дебютировал за клуб 31 марта в матче чемпионата Норвегии против «Хёугесунна».
28 февраля 2025 года перешёл в шведский «Мьельбю», подписав соглашение до лета 2029 года.

## Карьера в сборной
Играл за юношеские сборные Финляндии различных возрастов. В 2023 году начал выступать в молодёжной сборной. В её составе дебютировал 25 марта в товарищеском матче с Северной Македонией. 10 сентября 2024 года в отборочном матче к молодёжному чемпионату Европы в матче с Румынией забил гол, который оказался победным.

## Личная жизнь
Родился в кенийской Момбасе. В десятилетнем возрасте вместе с родителями переехал в Финляндию.